# Silke Horstkotte
Silke Horstkotte (* 1972 in Hamburg) ist eine deutsche Literaturwissenschaftlerin und Germanistin.

## Leben
Horstkotte studierte Germanistik, Anglistik und Musikwissenschaft an der Eberhard-Karls-Universität Tübingen, der Universität Leipzig und am Trinity College Dublin. 2002 wurde sie an der Universität Leipzig mit einer Arbeit über Androgynie im Werk Clemens Brentanos promoviert. Nach einem einjährigen Forschungsaufenthalt an der Amsterdam School for Cultural Analysis (Universiteit van Amsterdam) leitete sie von 2004 bis 2007 gemeinsam mit Karin Leonhard das Projekt Historische Wahrnehmungsformen in Bild und Text an der Universität Leipzig. 2008 habilitierte sie sich mit der Arbeit Nachbilder: Fotografie und Gedächtnis in der deutschen Gegenwartsliteratur.
2009 arbeitete Horstkotte als Diefenbaker-Preisträgerin gemeinsam mit Nancy Pedri, Professorin am Englischen Seminar, an einem erzähltheoretischen Forschungsprojekt zum Fokalisationsbegriff unter dem Titel „Visual Narratology and Focalization“  an der Memorial University of Newfoundland und vertrat danach Lehrstühle u. a. an der Eberhard-Karls-Universität Tübingen und der Universität zu Köln. Von 2016 bis 2018 war sie Marie-Curie-Sklodowska Research Fellow an der University of Warwick; seit 2018 lehrt sie wieder am Institut für Germanistik der Universität Leipzig.
Horstkotte ist mit dem Schriftsteller und Journalisten Olaf Jürgen Schmidt verheiratet.

## Forschung
Horstkottes Forschung konzentriert sich auf die deutschsprachige Gegenwartsliteratur und hier insbesondere auf die interdisziplinären Felder von Literatur und Religion sowie Literatur und Medien. Weitere Forschungsschwerpunkte: Foto-Text-Intermedialität, literarische Visualität, Narratologie, Comicforschung.
Zwei aktuelle Forschungsvorhaben beschäftigen sich mit Fokalisation in Comics und Graphic Novels sowie mit postsäkularen Poetiken in der Gegenwartsliteratur.

## Auszeichnungen
Für ihre Arbeiten zur Comicnarratologie mit Nancy Pedri wurde Horstkotte 2009 mit dem John-G.-Diefenbaker-Award ausgezeichnet. Ihre Forschung wurde durch Mittel des Deutschen Akademischen Austauschdienstes, der VolkswagenStiftung, der Fritz-Thyssen-Stiftung und der EU gefördert.

## Publikationen
- Mit Nancy Pedri: Experiencing Visual Storyworlds: Focalization in Comics. Columbus: The Ohio State University Press 2022.
- Mit Leonhard Herrmann: Gegenwartsliteratur: Eine Einführung. Stuttgart, Weimar: Metzler 2016.
- Nachbilder: Fotografie und Gedächtnis in der deutschen Gegenwartsliteratur. Köln, Weimar, Wien: Böhlau, 2009. (zugleich Habilitation Universität Leipzig 2008)
- Androgyne Autorschaft: Poesie und Geschlecht im Prosawerk Clemens Brentanos. Tübingen: Niemeyer, 2004. (zugleich Dissertation Universität Leipzig 2002)

Als Herausgeberin und Autorin
- Mit James Hodkinson: Postsecularisms. Themenheft Poetics Today, September 2020.
- Mit Karin Leonhard: Lesen ist wie Sehen: Intermediale Zitate in Bild und Text. Köln, Weimar, Wien: Böhlau 2006
- Mit Nancy Pedri: Photography in Fiction. Themenheft Poetics Today, März 2008.
- Mit Leonhard Herrmann: Poetiken der Gegenwart: Deutschsprachige Romane nach 2000. Berlin, New York: de Gruyter 2013.